# Stojmerić
Stojmerić is een plaats in de gemeente Slunj in de Kroatische provincie Karlovac. De plaats telt 12 inwoners (2001).